# بوسلي كروذر
بوسلي كروذر (بالإنجليزية: Bosley Crowther)‏ هو صحفي وناقد سينمائي أمريكي، ولد في 13 يوليو 1905 في لوثرفيل ‏ في الولايات المتحدة، وتوفي في 7 مارس 1981 في ماونت كيسكو في الولايات المتحدة بسبب قصور القلب.

## وصلات خارجية
- بوسلي كروذر على موقع IMDb (الإنجليزية)
- بوسلي كروذر على موقع الموسوعة البريطانية (الإنجليزية)
- بوسلي كروذر على موقع روتن توميتوز (الإنجليزية)